# Anda Adam
Anda Angelica Adam (n. 27 aprilie 1980, București, România) este o cântăreață română de muzică pop, dance și R&B. A fost căsătorită cu Sorin Andrei Nicolescu.
Și-a început cariera în 1999, după ce a colaborat cu trupa rap R.A.C.L.A., pentru cântecul Nu mă uita.
În 2021 a participat la emisiunea Bravo, ai stil! Celebrities - sezonul 7, difuzată de Kanal D România , în calitate de concurentă.

## Studii
După ce a absolvit Liceul “George Călinescu” din București a fost admisă la Facultatea de Relații Internaționale a Universității „Hyperion“ din București.

## Discografie

### Maxi-single-uri
- Nu mă uita (feat. R.A.C.L.A.) (1999)
- Doar cu tine EP (2003)
- Dragostea doare (2005)
- Ragga stylee (2005)
- Te voi iubi (2005)
- Faceți loc (2005)
- Nu sunt cuminte (2005)
- Ajutor (2005)
- Nai, nai  (feat. Bishop)  (2005)
- Ochii mei (2005)
- Ce ți-aș face (feat. Alex Velea) (2005)
- Sufletul meu (2009)
- Se anunță ploi (2009)
- Bairam (2009)
- English teasing (2009)
- Punani (2009)
- Anda Adam - Panda Madam (2011)
- My love on you (2011)
- Love on you (2011)
- Panda Madam Maxi-single (2012)
- World moves on (2012)
- Show me (2012)
- Can U feel love (2012)
- Amo (2012)
- Dacă ar fi (2013)
- Can U feel love (2013)
- Say goodbye (2013)
- Feel (2013)
- Cadillac (2013)
- My love on you (2013)
- Panda madam (2013)
- Poate fata (2014)
- Gloanțe oarbe (2014)
- Para siempre (2014)
- Forever Young (feat. Vibearana) (2014)
- Seri de mai (feat. CRBL) (2015)
- Save me tonight (2015)
- Nu te-am uitat (feat. R.A.C.L.A.) (2015)
- Am chef (2016)
- Wanna Love You (feat. Last Night) (2016)
- My Way (feat. Deejay Fly) (2016)
- Străină (2017)
- Rendez-Vous (2017)
- Mărul lui Adam (feat. What's UP ) (2017)
- În altă lume (2018)
- Nicio Regula (feat. Alex Velea) (2018)
- King (feat. Mario Joy) (2018)
- Mă înnebunește (2018)
- Catch me (2019)
- Miami (feat. Dorian Popa) (2019)
- La Pachanga (feat. Mr. VIK) (2019)
- Americană (2019)
- Diva (feat. Mr. VIK) (2019)
- Work It (2020)
- Silicoane (feat. Boier Bibescu) (2020)
- Tocurile (feat. Shift) (2020)
- Binele Nostru (feat. Costi Ioniță, Anna Lesko, Emy Alupei, Claudia Pavel & Minodora) (2020)
- Inima mea (feat. Jo Klass) (2020)
- De Crăciun (feat. Bibi & Antonio Pican) (2020)
- Toca Toca (feat. Mr. VIK) (2021)
- Nu mă lasă așa (2021)
- Diamond Girl (feat. Xonia) (2022)
- Yo No Se (feat. Deniz Cem) (2022)
- Dai, Dai Dubai (feat. Tzanca Uraganu) (2023)

### Albume
- Nu mă uita  (1999)
- Ca între fete (1999)
- Doar cu tine (2003)
- Cadillac
- Trust
- Confidențial (2005)
- Queen of Hearts (2009)
- Love on you (2011)
- Show me (2012)
- Can you feel love (2012)
- Amo (2013)

## Premii
– Premiul de popularitate la Festivalul “Florentin del mar” din Focșani
– Nominalizată pt. Premiile MTV la Secțiunea Best dance (2006)